# Mörttjärnen (Piteå socken, Norrbotten, 726667-171299)
Mörttjärnen är en sjö i Piteå kommun i Norrbotten och ingår i Åbyälvens huvudavrinningsområde. Mörttjärnen ligger i Åbyälven Natura 2000-område.